# Alonso III de Fonseca
Alonso III —o Alfonso— de Fonseca y Ulloa  o Alonso de Fonseca y Acevedo (Salamanca o Santiago de Compostela, c. 1476-Alcalá de Henares, 4 de febrero de 1534), fue un eclesiástico, obispo y mecenas español.

## Biografía

### Familia y estudios

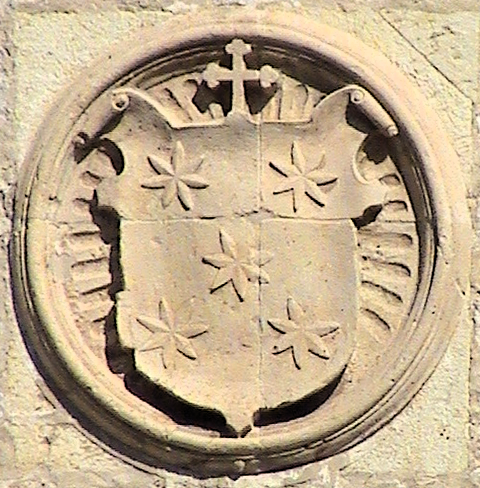
Escudo de Alonso de Fonseca y Ulloa

Los historiadores no se ponen de acuerdo sobre el lugar de su nacimiento. Para unos, nació en Santiago de Compostela alrededor de 1476, mientras que otros afirman que nació en Salamanca. Era hijo del arzobispo de Santiago de Compostela Alonso de Fonseca y Acevedo y de su prima María de Ulloa, señora de Cambados, hermana de Sancho Sánchez de Ulloa, I conde de Monterrey, ambos hijos de Lope Sánchez de Ulloa XI señor de Ulloa, —a su vez, hijo de Gonzalo Ozórez de Ulloa, X señor de Ulloa—, y de Inés de Castro. Era hermano de Diego de Acevedo y Fonseca que casó con Francisca de Zúñiga y Ulloa, II condesa de Monterrey.
En su juventud, cuando estudiaba en Salamanca, tuvo un hijo con Juana de Pimentel, Diego de Acevedo y Fonseca. Este contrajo matrimonio con Elvira de Acevedo y fueron los padres de Juana de Acevedo Fonseca, I condesa de Fuentes de Valdepero y señora de Cambados, casada con Pedro Enríquez de Acevedo.
Estudió Artes en la Salamanca pero no están documentados su estudios en Teología y Derecho.

### Arzobispo de Santiago de Compostela
Cuando tenía 32 años, en 1507, su padre quiso retirarse del arzobispado y que le sucediera Alonso III. Para soslayar la prohibición eclesiástica de que un hijo sucediera al padre, tuvo que ir a ver al papa, Alejandro VI, viajando a Roma y a Nápoles. Para resolver el problema Pedro Luis de Borja —sobrino del papa— fue nombrado sucesor por un brevísimo período y renunció después. En 1509 Alonso tomó posesión como arzobispo de Santiago,  y ocupó el cargo hasta 1523.
Tuvo que hacer frente a Rodrigo Osorio de Moscoso, conde de Altamira, por sus intromisiones en el señorío de las Tierras de Santiago y puso freno a las injusticias de los gobernadores mediante su proximidad a los monarcas y al papado. Mantuvo pleitos con los monjes benedictinos de San Martín Pinario, en un momento de resurgimiento de esta Orden en Galicia.
Fueron memorables los solemnes funerales que ofició por la muerte de su padre en 1512. A ellos acudió Gonzalo Fernández de Córdoba, conocido como el Gran Capitán, que ofreció sus armas victoriosas al Apóstol Santiago.

### Liderazgo político
Asumió las reivindicaciones de la aristocracia del Reino de Galicia y se puso al frente de los reclamantes, a lo que contribuyó su nombramiento por Carlos I de España como miembro de su Real Consejo. Así, en las Cortes de Santiago y de La Coruña, se puso al frente de la protesta de la aristocracia gallega por su exclusión en las dichas cortes. El reino de Galicia estaba representado por Zamora, lo que fue motivo de una demostración de agitado descontento ante las puertas del convento de San Francisco, donde se reunieron los procuradores castellanos y flamencos.
Organizó el 14 de diciembre de 1520 la Asamblea de Mellid, representativa de la clase dirigente del Reino de Galicia. En ella se acordaron las siguientes posiciones:
- Mantener al reino de Galicia al margen de la sublevación comunera castellana.
- Exigir el voto en Cortes para dicho reino.
- Solicitar una casa de contratación de comercio para La Coruña.

Realizó también labores de mediación en el levantamiento de las germanías valencianas, por encargo de Carlos I.

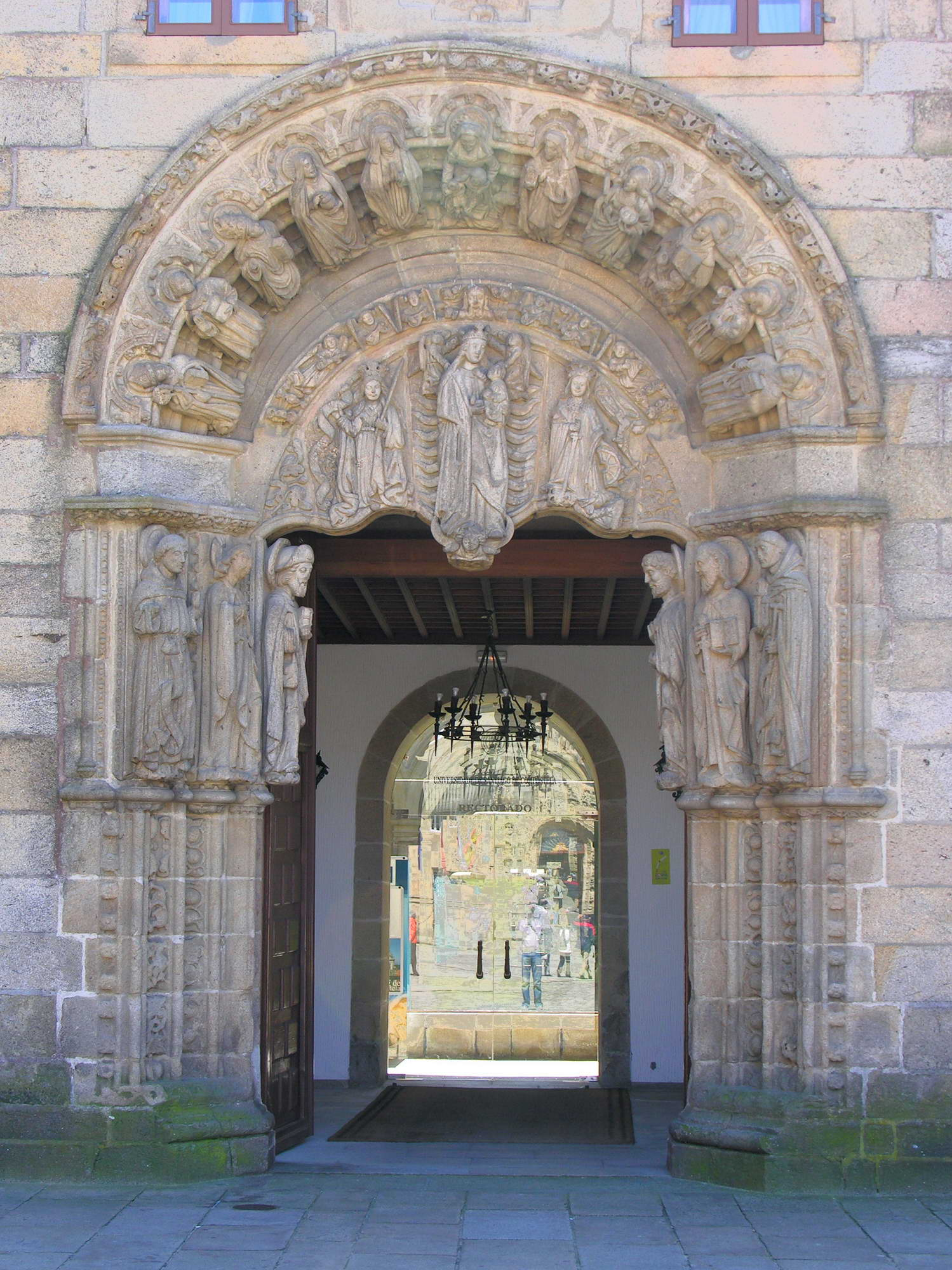
Entrada del pazo (palacio) de Fonseca o de San Jerónimo, en Santiago de Compostela, sede actual del rectorado de la Universidad.

### Arzobispo de Toledo
A la muerte del cardenal Cisneros (1517), fue propuesto como arzobispo de Toledo y Primado de las Españas, pero Carlos I, nombró a Guillermo de Croy. Guillermo falleció muy pronto, por lo que Fonseca pudo ser nombrado arzobispo en 1523 y el 26 de abril de 1524 tomó posesión del cargo por medio de sus procuradores.
Bautizó al príncipe Felipe, futuro Felipe II de España, el 5 de junio de 1527 en la iglesia de San Pablo en Valladolid. Asentó su residencia en Alcalá de Henares (que por entonces pertenecía a la archidiócesis de Toledo), donde falleció el 4 de febrero de 1534. Fue enterrado en Salamanca. Su hijo, Diego de Acevedo, fruto de las relaciones con la aristócrata Juana Pimentel, estuvo al servicio del rey y tuvo mayorazgo en Galicia.

## Impronta cultural
Llamó y favoreció a intelectuales, artistas y humanistas. Fundó en Salamanca, en 1519, el Colegio Mayor de Santiago, el Zebedeo, más conocido como Colegio Mayor de Fonseca o Colegio del Arzobispo, para los clérigos gallegos que allí estudiaban. 
Alcanzó la bula del papa Clemente VII del 15 de marzo de 1526 para la fundación, en Santiago de Compostela, de un Colegio nuevo con el título de Santiago Alfeo, el actual Colegio de Fonseca. En ella se autorizaba a construir un colegio nuevo o a ampliar el existente Estudio Viejo fundado por Lope Gómez de Marzoa, anexionar las rentas de este y establecer las enseñanzas de Artes, Teología y Derecho. En su testamento de 1531, marcó las líneas generales de su fundación. Este colegio sería la matriz de la Universidad de Santiago de Compostela.
Su labor humanista tuvo proyección continental. Tuvo correspondencia con Erasmo de Róterdam, a quien prestó su apoyo. Situó a la Iglesia gallega y posteriormente a la Iglesia española en las corrientes culturales de la época.
| Predecesor: Pedro Luis de Borja | Arzobispo de Santiago de Compostela 1507 - 1523 | Sucesor: Juan Pardo de Tavera |
| Predecesor: Guillermo de Croy   | Arzobispo de Toledo 1523 - 1534                 | Sucesor: Juan Pardo de Tavera |